# Lokoja
Lokoja   este un oraș  în  Nigeria, port pe fluviul Niger. Este reședința  statului  Kogi.